# Ilka Semmler
Ilka Semmler Niklaus (Aachen, 8 de setembro de 1985) é ex-voleibolista indoor e jogadora de vôlei de praia alemã, que no vôlei de praia, foi medalhista de bronze no Campeonato Mundial Sub-19 na Grécia em 2002,medalhista de ouro no Campeonato Europeu Sub-20 de 2004 na Eslovênia, medalhista de prata no Mundial Sub-21 de 2005 no Brasil, medalhista de prata também no Campeonato Europeu Sub-23 de 2006 na Áustria e também no Campeonato Europeu de 2010 na Alemanha.

## Carreira
O seu início na prática desportiva deu-se no vôlei de indoor (quadra) e ingressou no TC Kreuzau no ano de 1995; e a partir do ano 2000 migra para vôlei de praia.Em 2002 formou parceria com Ruth Flemig e disputaram o Campeonato Mundial Sub-19 de Xylokastro, ocasião que conquistaram a medalha de bronze e estiveram juntas na edição do Campeonato Mundial Sub-21 de 2005 no Rio de Janeiro e conquistaram a medalha de pratae com Sara Niedrig disputou o Mundial Sub-21 de Porto Santo e terminaram na quinta posição,
De 2003 a 2004 esteve com Ruth Flemig, e terminaram na quarta posição no Campeonato Alemão Juvenil e em 2004, a dupla também sagrou-se campeã do Campeonato Europeu Sub-20 em Koper terminou em décimo terceiro lugar no Campeonato Alemão na etapa de Timmendorfer Strand.
A partir do ano de 2006 compôs dupla com  Katrin Holtwick estrearam no circuito mundial no Aberto de Marselha, conquistaram o título da etapa Satélite de Vaduz, e  tornou-se vice-campeã no Campeonato Europeu Sub-23 em Sankt Pölten, no circuito alemão (Smart Beach Tour)  eles venceram o torneio em Leipzig, e terminaram em terceiro em Binz e em segundo em Fehmarn, finalizando na quarta posição no campeonato alemão.
No Campeonato Alemão de 2007, elas venceram o evento em Erfurt e terminaram em segundo lugar em Essen e Munique , então, ela perdeu a fase final do campeonato em Timmendorfer Strand devido a uma lesão no pé e no Circuito Mundial de 2007, tiveram o décimo terceiro lugar em Xangai ,  disputaram dois torneios Challenger, terminando em quinto em Eboli e vencendo em Chipre.Também venceram no Circuito Europeu nos torneios de Moscou e Lucerna, e terminou em terceiro lugar em Hamburgo . No Campeonato Europeu de 2007 em Valência terminaram em sétimo lugar. 
Juntamente com sua parceira, foram convidadas para um ensaio fotográfico sensual aliado a modalidade para a revista de fitness   ‘Fit For Fun” e foram fotografadas pelo conceituado fotógrafo de nudez do mundo, austríaco Andreas Bitesnich, após repercussão foram convidadas para a TV total.
No circuito nacional de 2008,  ao lado de Holtwick,  venceram a Supercopa em Sankt Peter-Ording e terminou em segundo lugar nas etapas de Essen e Bonn, finalizando na quinta posição geral no  campeonato alemão, em 2008,  estiveram nos eventos do circuito mundial e obtiveram uma medalha de bronze no Grand Slam de Klagenfurt e uma medalha de prata no Aberto de Mysłowice, ainda tiveram nono no Aberto de Xangai e no Grand Slam de Moscou com outros melhores resultados da temporada no referido circuito. No Campeonato Europeu de 2008 em Hamburgo terminaram na décima terceira posição. 
No Circuito Mundial de 2009 ficaram em sétimo no Aberto de  Xangai , já no circuito europeu conquistaram o título do Masters em Gran Canaria e foram vice-campeões em Baden e Berlim , neste mesmo ano, terminaram em décimo sétimo no Campeonato Mundial em Stavanger e finalizaram em quarto no Grand Slam de Moscou, ainda terminaram em quinta posição no Campeonato Europeu de 2009 em Sochi ; e no início desta temporada conquistaram as vitórias no circuito alemão nos torneios de  Norderney e Essen, e pela primeira vez sagraram-se campeãs do campeonato alemão em Timmendorfer Strand.Em 2010 foi convidada a participar do programa de TV, TV total Turmspringen (Mergulho Total TV). vencendo a edição de 2010 ao lado de Miriam Höller.

No Circuito Mundial de 2010,  permaneceu atuando com Holtwick , e terminaram nas quintas colocações no Grand Slams de  Roma e Gstaad e as nonas posições nos Grand Slams de Moscou e Stavanger,  foram os melhores êxitos nos circuito mundial; no Campeonato Europeu de Berlim de 2010 foram vice-campeãs, no cenário nacional venceram os torneios da Supercopa em Frankfurt am Main e Hamburgo , e no campeonato alemão, terminaram em terceiro lugar. Elas iniciaram no circuito mundial de 2011 e foram vice-campeãs no  Grand Slam em Pequim , terminaram em nono lugar no Campeonato Mundial de Roma, mesma posição obtida nos eventos do circuito mundial, nos Grand Slams de Stavanger e Gstaad e  no Grand Slam de Stare Jabłonki terminou em quinto. No Campeonato da Europa de 2011 em Kristiansand finalizaram na nona posição.
No Circuito Mundial de 2012 e conquistaram juntas os nonos lugares nos Grand Slams de Moscou, Roma e Gstaad , obtiveram  os quartos lugares em Pequim e Berlim, além do bronze Grand Slam de Stare Jabłonki,  foram vice-campeãs no Grand Slam de Berlim, e conquistaram a primeira medalha de ouro no circuito mundial no Aberto de Aland ; já no Campeonato Europeu de Scheveningen finalizaram em nono; após alcançar  a segunda posição entre as duplas alemãs na corrida pelo ranking olímpico, qualificaram-se para a Olimpíada de Londres 2012, finalizaram na nona posição. Na final do campeonato alemão conquistaram o bicampeonato.
Com Holtwick disputou o Circuito Mundial de 2013,  terminando em quarto no Grand Slam de Xiamen,  conquistou o terceiro lugar na etapa de Zurique do circuito alemão, também  terminou em terceiro no Aberto de Fuzhou e em nono no Grand Slam de Xangai, ainda em quinto em  nos Grand Slams Corrientes e Gstaad, ainda conquistaram o bronze nos Grand Slams de Long Beach e Haia, mesma posição obtida na Continental Cup de 2013  realizada em Campinas  e na edição do Campeonato Mundial em Stare Jabłonki terminaram na décima sétima posição. também competiram no Campeonato Europeu de 2013 em Klagenfurt e alcançaram a quarta posição.
Novamente juntas, estiveram no Circuito Alemão de 2014 e conquistaram o título da etapa de Kühlungsborn,  foram vice-campeãs na segunda etapa de Kühlungsborn  e em Hamburgo,  foi semifinalista na fase final e terminaram no terceiro lugar em Timmendorfer Strand  e conquistaram o vice-campeonato alemão em Timmendorfer Strand; já no circuito mundial,  foram vice-campeãs no Aberto de Praga , conquistaram o título na Grand Slam de Gstaad e bronze no Grand Slam de Stare Jabłonki.No Campeonato Europeu de 2014 em Cagliari terminaram na nona posição. 
Na temporada de 2015, com Holtwick venceu a Supercopa de Münster e foram quartas colocadas no Campeonato Mundial na Holanda e ficaram no terceiro lugar no campeonato alemão em Timmendorfer Strand.Terminaram em nono no Campeonato Europeu em Klagenfurt; no circuito mundial finalizaram na quarta colocação no Aberto de Xiamen.
Na jornada de 2016 esteve com Holtwick e terminaram na quinta posição no Campeonato Europeu em Bienna, no circuito mundial conquistaram o bronze nos Abertos de Vitória, Sochi e Antália, além do quarto lugar no Grand Slam de Long Beach.Ao final da temporada se aposentaram.

## Títulos e resultados
- Grand Slam de Gstaad do Circuito Mundial de Vôlei de Praia de 2014
- Aberto de Aland do Circuito Mundial de Vôlei de Praia de 2012
- Grand Slam de Haia do Circuito Mundial de Vôlei de Praia de 2014
- Aberto de Praga do Circuito Mundial de Vôlei de Praia de 2014
- Grand Slam de Berlim do Circuito Mundial de Vôlei de Praia de 2013
- Grand Slam de Pequim do Circuito Mundial de Vôlei de Praia de 2011
- Aberto de Mysłowice do Circuito Mundial de Vôlei de Praia de 2008
- Aberto de Antália do Circuito Mundial de Vôlei de Praia de 2015
- Aberto de Sochi do Circuito Mundial de Vôlei de Praia de 2015
- Aberto de Vitória do Circuito Mundial de Vôlei de Praia de 2015
- Grand Slam de  Stare Jabłonki do Circuito Mundial de Vôlei de Praia de 2014
- Grans Slam de Long Beach do Circuito Mundial de Vôlei de Praia de 2013
- Aberto de Fuzhou do Circuito Mundial de Vôlei de Praia de 2013
- Grans Slam de Haia do Circuito Mundial de Vôlei de Praia de 2013
- Grand Slam de  Stare Jabłonki do Circuito Mundial de Vôlei de Praia de 2012
- Grand Slam de Klagenfurt do Circuito Mundial de Vôlei de Praia de 2008
- Grand Slam de Long Beach do Circuito Mundial de Vôlei de Praia de 2016
- Aberto de Xiamen do Circuito Mundial de Vôlei de Praia de 2015
- Grand Slam de Xiamen do Circuito Mundial de Vôlei de Praia de 2013
- Grand Slam de Berlim do Circuito Mundial de Vôlei de Praia de 2012
- Grand Slam de Pequim do Circuito Mundial de Vôlei de Praia de 2012
- Grand Slam de Moscou do Circuito Mundial de Vôlei de Praia de 2009
- Campeonato Mundial de Vôlei de 2015
- Continental Cup:2013
- Campeonato Europeu:2013

## Premiações individuais
- Melhor Levantadora do Circuito Mundial de Vôlei de Praia de 2013